# Fathi Zouhir
 (juin 2025).
Fathi Zouhir (arabe : فتحي زهير), né le 12 avril 1917 à Tunis et mort le 24 novembre 1984, est un avocat, homme politique et dirigeant sportif tunisien.
Membre actif du mouvement national tunisien, il sert comme ministre, diplomate, bâtonnier de l'ordre des avocats et président du Club africain.

## Biographie

### Jeunesse et formation
Il naît dans une famille aisée de la médina de Tunis composée de maîtres-artisans : il est le fils de Chedly Zouhir, président du tribunal de l'ouzara. Après des études au Collège Sadiki, il étudie à la faculté de droit de Toulouse.

### Carrière politique

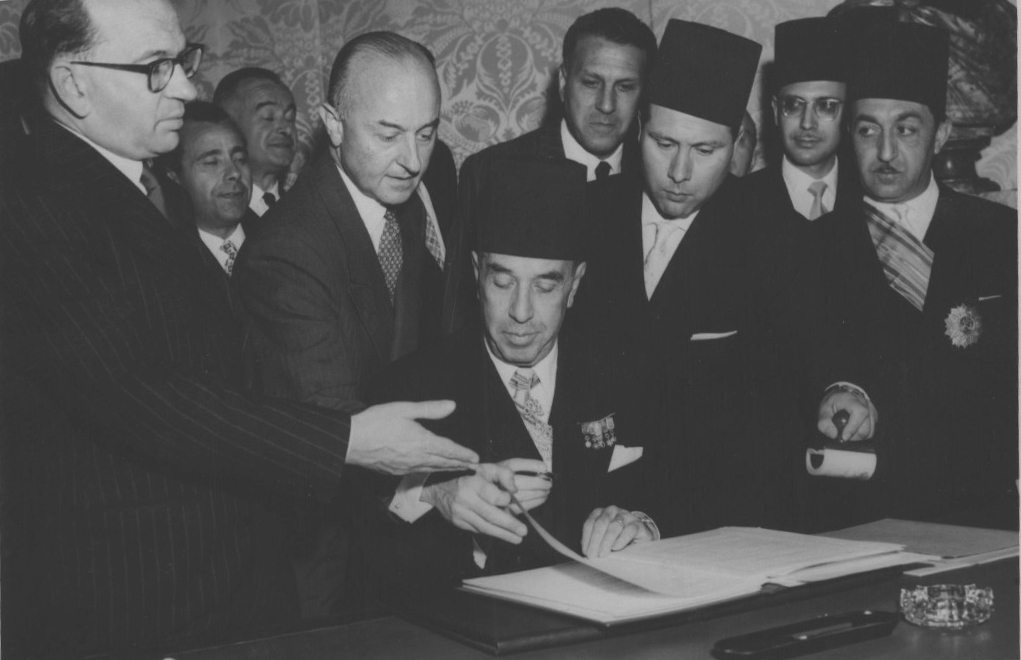
Zouhir assistant à la signature des conventions sur l'autonomie interne de la Tunisie (troisième à partir de la droite).

Il s'engage dans le mouvement national contre le protectorat français. Militant du Néo-Destour dès les années 1940, il est arrêté en 1941, puis à nouveau en 1946 après sa participation au congrès du parti. En janvier 1952, il est à nouveau emprisonné. En 1954, il devient chef de cabinet de Tahar Ben Ammar dans son gouvernement et participe aux discussions menant à la signature, en 1955 à Paris, des conventions de l'autonomie interne entre la Tunisie et la France. Il est ensuite nommé ministre des Affaires sociales en septembre de la même année.
Après l'indépendance, il est élu membre de l'assemblée constituante, où il participe à la rédaction de la Constitution de 1959.
Élu membre du bureau politique élargi du Parti socialiste destourien lors du congrès de 1964, il est nommé secrétaire d'État (équivalent de ministre à l'époque) à la Santé le 12 novembre 1964 et directeur du protocole présidentiel le 5 septembre 1966. Il est ensuite député entre 1969 et 1979.

### Carrière diplomatique
Il représente la Tunisie en tant qu'ambassadeur au Maroc, en Italie puis en URSS.

### Carrière juridique
Revenu au barreau, Fathi Zouhir est élu bâtonnier de l'Ordre national des avocats à deux reprises, en juillet 1975 et en 1977. Il défend plusieurs figures du mouvement ouvrier et des militants de gauche.

### Engagement sportif
Fathi Zouhir s'engage au sein du Club africain, appartenant aux bureaux du club puis en prenant la tête de 1967 à 1970. Sous sa présidence, le club remporte notamment deux coupes de Tunisie de football.
Il est également membre de la Fédération tunisienne de football qu'il préside en 1971.

### Vie privée
Il épouse Traki, petite-fille de Moncef Bey, bey de Tunis de 1942 à 1943.
Sa sœur Soufia épouse Salah Ben Youssef qu'il a connu alors qu’il était stagiaire au cabinet de Mustapha Kaak.